# Piper kunthii
Piper kunthii är en pepparväxtart som beskrevs av C. Dc.. Piper kunthii ingår i släktet Piper och familjen pepparväxter. Inga underarter finns listade i Catalogue of Life.